# Jozef Janssens de Varebeke

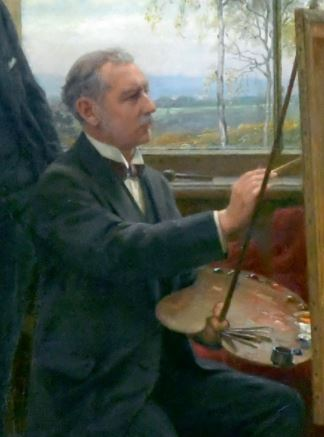
Zelfportret van Jozef Janssens de Varebeke (detail van een groter schilderij)

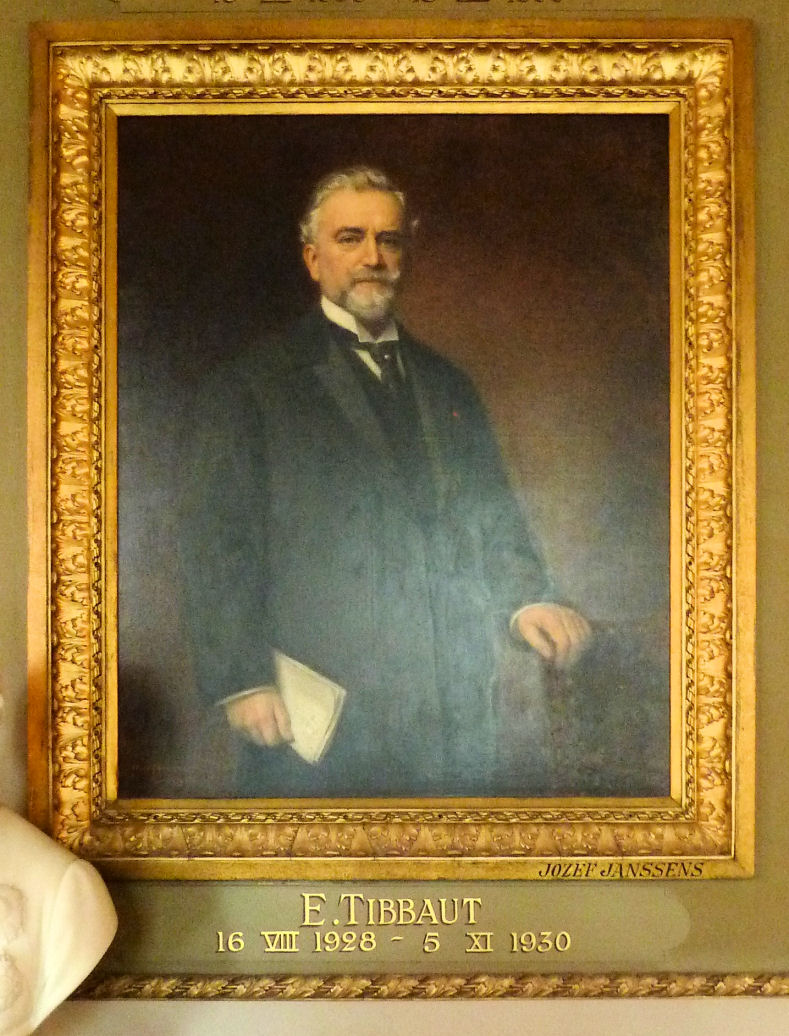
Portret van Staatsminister Tibbaut, verzameling Kamer.

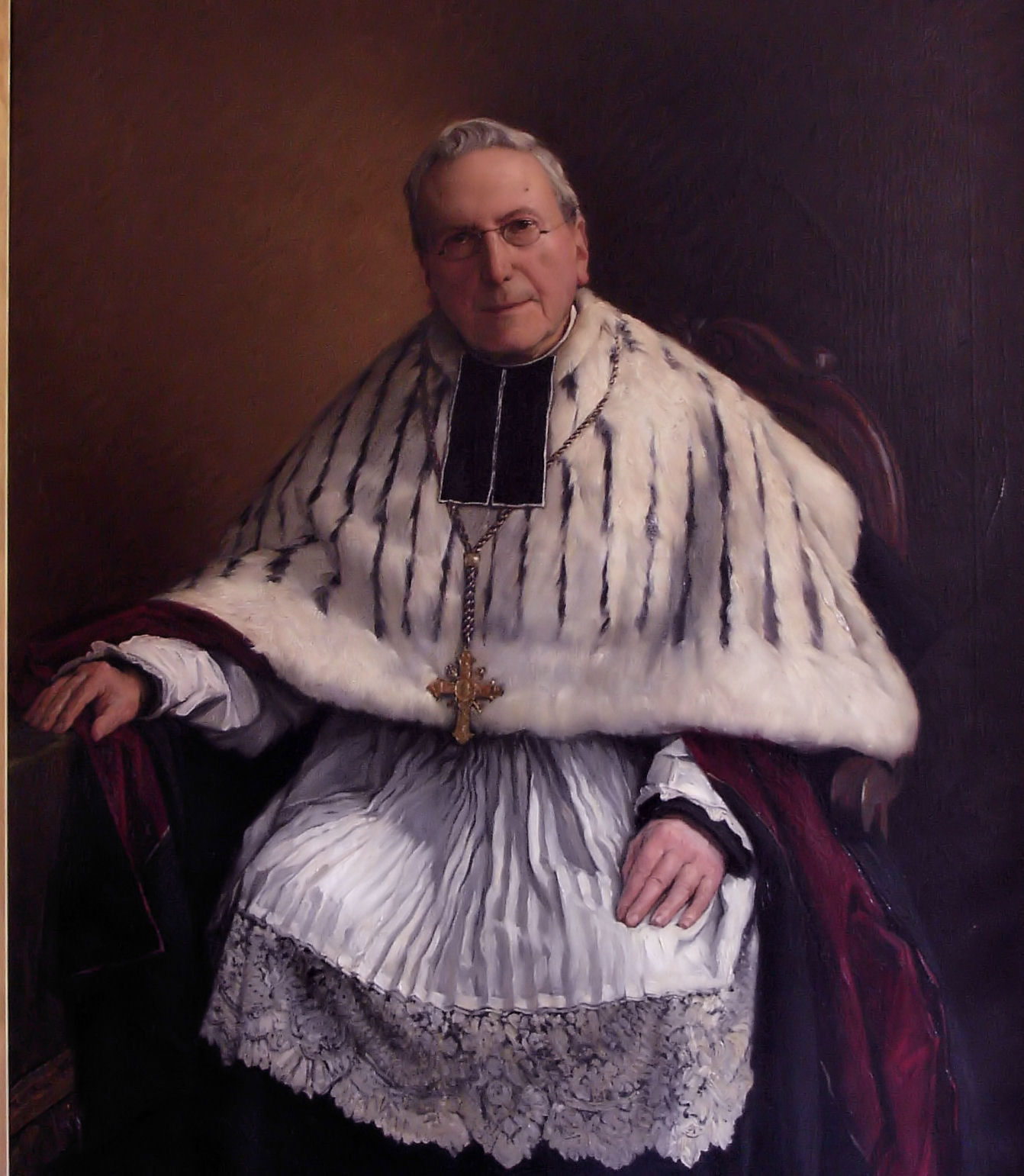
Portret kanunnik Stillemans

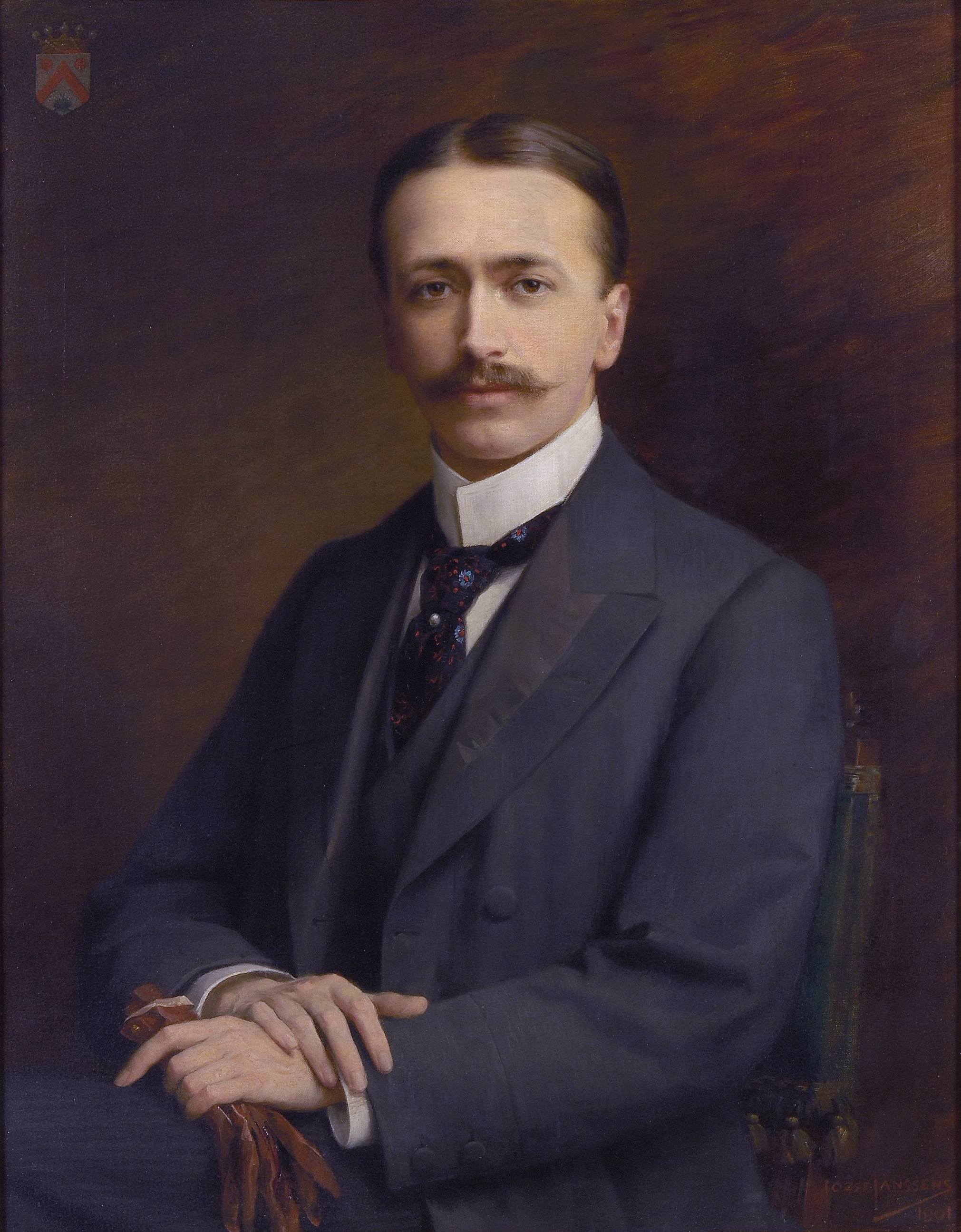
Portret Fritz Mayer van den Bergh

Jozef Maria Aloys Janssens (vanaf 1912 met toevoeging de Varebeke (Sint-Niklaas, 29 mei 1854 – Antwerpen, 29 juni 1930) was een Belgisch kunstschilder uit de Antwerpse School.

## Levensloop
Hij was de oudste van de tien kinderen van de industrieel en volksvertegenwoordiger Theodoor Janssens (1825-1889) en van Marie-Angélique Beeckman, en behoorde aldus tot de later in de Belgische adel verheven familie Janssens de Varebeke uit Sint-Niklaas en verwant aan de familie Nobels. Veel van zijn nauwe verwanten waren terug te vinden in de katholieke clerus of onder katholieke politici. Zijn neef August Nobels was de bekende priester-kunstenaar en oorlogsaalmoezenier, vier van zijn broers werden priester, onder wie kanunnik Frans Alfons Janssens en Henri Janssens, theoloog, benedictijn en bisschop. Zijn oom Louis Janssens-Smits (1832-1884) werd senator en zijn oom Alfons Janssens (1841-1906) werd volksvertegenwoordiger. Hij trouwde met Lucie Hye Hoys (1866-1955), een lid uit de Gentse welstellende burgerij.
Na zijn eerste opleiding bij Jan Swerts, vervolgens in Düsseldorf bij Franz Ittenbach en Karl Müller, en nadien weer bij Jan Swerts en bij Godfried Guffens in Brussel, afgerond met een verblijf in Italië van 1875 tot 1978, onder meer bij L. Seitz, bouwde hij een degelijke carrière uit als kunstenaar. Hij schilderde vooral religieuze taferelen en versierde veel neogotische kerken met fresco's. Stilistisch wordt hij gerekend tot de late neogotiek. 
Hij maakte ook talrijke portretten van edelen en clerici. Hij was pas 24 toen hij in 1878 het portret mocht schilderen van paus Leo XIII. Hij was bij de heilige vader geïntroduceerd door zijn broer Henri Janssens, seminarist-student in het Belgisch College in Rome, door Mgr. Victor van den Branden de Reeth en door Mgr Charles de T'Serclaes. Hierdoor werd zijn carrière gelanceerd.
Hij vestigde zich in Antwerpen. Tijdens de Eerste Wereldoorlog vluchtte hij met zijn gezin naar Engeland en leefde er van het produceren van kunstwerken, hoofdzakelijk portretten. Hij maakte er ook een prent onder de titel Praying for Belgium (1915) die op duizenden exemplaren werd verkocht ten voordele van de Belgische vluchtelingen.
In opvolging van Jules Helbig werd hij lid van de Koninklijke Commissie  voor Monumenten en Landschappen, waarin hij een actieve rol speelde.
Hij overleed in Antwerpen en werd bijgezet op het Schoonselhof.

## Oeuvre

### Vredekapel
Onder zijn werken bevinden zich in de Onze-Lieve-Vrouwekathedraal van Antwerpen:
- Het altaarstuk Onze-Lieve-Vrouw van Zeven Weeën (1905-1910).
- Het altaarstuk Onze-Lieve-Vrouw van de Vrede (1923-1924). Het houten paneel stelt koning Albert I van België in uniform en koningin Elisabeth als verpleegster voor, die de Maagd Maria aanbidden in het koor van de kathedraal. Voor de vorstin ligt een gewonde Belgische soldaat, die ze de zorgen toedient. De maagd wordt omringd door de patroonheiligen van het vorstenpaar en door kardinaal Désiré-Joseph Mercier. Op de predellae zijn verschillende oorlogsgebeurtenissen te zien, zoals de brand van Leuven, de verwoesting van Ieper en het bombardement van Antwerpen.

### Portretten
Het repertorium vermeldt 435 door Janssens geschilderde portretten.
- Portret van Paus Pius X (1904)
- Portret van kanunnik Stillemans
- Portret van monseigneur Stillemans, bisschop van Gent (1906)
- Portret van kardinaal Mercier, aartsbisschop van Mechelen
- Portret van monseigneur van Rechem, hulpbisschop van Gent
- Portret van kardinaal Goossens, aartsbisschop van Mechelen
- Portret van Columba Marmion OSB, abt van Maredsous
- Portret van Placide Wolter OSB, abt van Maredsous
- Portret van moeder-overste Hyacinte Weghsteen
- Portret van graaf Florimond de Brouchoven de Bergeyck
- Portret van gouverneur Edouard Osy de Zegwaart
- Portret van baron Emile Tibbaut
- Portret van ridder Fritz Mayer van den Bergh (1901)
- Portret van kamervoorzitter Théophile de Lantsheere
- Portret van Edgar Tinel
- Triptiek Desclée (1893-1902) voor de abdij van Maredsous
- Portret van drie broers Janssens (1918) (Jozef zelf, Henri Janssens die onder de naam Laurent, benedictijn en bisschop werd, en Paul Janssens)

### Familieportretten
- Portret van Anna Theodora Janssens de Varebeke (1909)
- Portret van Maria Janssens de Varebeke
- Portret van Jean-Baptiste Nobels